# Mirco Gennari
Mirco Gennari est un footballeur né le 29 mars 1966 à Saint-Marin. Il fut un joueur international saint-marinais évoluant au poste de latéral gauche. 
Aujourd'hui retraité internationalement, il comptabilise 48 sélections pour un total de 0 but... Pendant près de 11 ans (de 1992 à 2003), Mirco ne connaîtra jamais la victoire avec Saint-Marin.